# Huitzilihuitl
Huitzilíhuitl (od nahuatl: kolibrićevo pero) (Tenochtitlán, o. 1380. - ?, oko 1416.) bio je drugi astečki tlatoani, vladar grada Tenochtitlána, vladao od 1391. do 1416. godine. Nastavio je uspješno očevu politiku traženja saveznika u okolnim gradovima-državama.

## Životopis
Huitzilíhuitl je rođen u Tenochtitlánu, za razliku od svojeg oca Acamapichtlija, kojeg je naslijedio. Ne zna se kad je točno rođen, ali je to najvjerojatnije bilo 1379. ili 1380. godine. Huitzilíhuitlova majka je bila kraljica Tezcatlan Miyahuatzin. Preko svojeg oca je bio unuk princeze Atotoztli I., a preko majke poglavice Akasilija.
Postao je kralj sa 16 godina. Osnovao je kraljevsko vijeće Tlatocan i odredio tri stalna izbornika koja su trebala savjetovati kralja na početku vladavine. Bio je dobar i mudar kralj. Doduše, sudjelovao je u osvajanju nekih gradova - Cuautitlán, Chalco itd.
Umro je oko 1417. godine, a naslijedio ga je sin Chimalpopoca.

## Obitelj
Huitzilíhuitl je imao mnogo polubraće te jednu polusestru, Matlalxoch. Njegov polubrat je bio i car Itzcoatl.
Njegove su supruge bile:
- Ayauhcihuatl
- Cacamacihuatl
- Miahuaxihuitl
- Miyahuaxochtzin

Bio je otac careva Chimalpopoce i Montezume I. te djed princeze Atotoztli II.